# روكوت
روكوت (وتعني باللغة الروسية الرعد) صاروخ حامل أحادي البدن (من غير صواريخ تعزيز تُشد إليه) وهو من نوع نظام الإطلاق المستهلك يمكنه حمل حمولة 1,950 كغم لمسافة 200 كلم ل المدار الأرضي المرتفع مع زاوية ميلان 63 درجة.والصاروخ روكوت مُشتق من الصاروخ العابر للقارات (يو ار 100 ان).يجهز ويدار من قبل (يوروكوت) أول إطلاق للصاروخ في أوائل التسعينات من مركز بايكونور الفضائي، ولاحقاً أخذ يُطلق من (مركز بليسيتسك الفضائي) داخل الأراضي الروسية.كلفة الصاروخ وحده كانت 15 مليون $ عام 1999. ارتفعت إلى 36 مليون $ في أيلول 2013 بالعقد المبرم مع وكالة الفضاء الأوروبية لإطلاق القمر الاصطناعي (سوارم).

## المواصفات
الوزن الكلي للصاروخ روكوت يبلغ 107 طن.ويبلغ طوله 29 متر، والحد الأقصى للقطر 2,5 م.وهو يستخدم الوقود السائل ويتألف من ثلاث مراحل.المرحلتين السفليتين (الأولى والثانية)مبنيتان على على أساس الصاروخ السوفيتي (يو ار 100 ان).المرحلة الأولى تستخدم المحرك (ار دي-244), بينما تستخدم المرحلة الثانية المحرك (ار دي-235).اما المرحلة العلوية (وهي المرحلة الثالثة) فيبلغ وزنها 6 اطنان عندما تمتلئ بالوقود، وتستطيع الطيران لسبع ساعات وإعادة تشغيل محركاها ستة مرات أثناء الطيران، مما يسمح بوضع عدة أقمار في عدة مدارات مختلفة.وكل المراحل تستخدم وقود (UDMH)وتستخدم (ثنائي النيتروجين رباعي أكسيد) كمؤكسد.يشبه الصاروخ روكوت الصاروخ ستيرلا (المصنع على أساس اس اس-19).

## التاريخ
أول اختبار إطلاق شبه مداري ناجح كان في 20 تشرين الثاني/نوفمبر 1990 من مركز بايكونور الفضائي. في 26 كانون الأول/ ديسمبر 1994 أوصل الصاروخ روكوت قمر اصطناعي إلى مدار الإرض، وفي سنة 1995 أسس مركز الدولة للبحوث والإنتاج الفضائي خرونتشيف الروسي مع شركة ديملر بنز ايروسبيس شركة دولية لتسويق الصاروخ روكوت للإستعمال التجاري.لاحقاً أعيد تسمية الشركة إلى شركة يوروكوت لخدمات الإطلاق.أشترت شركة يوروكوت لخدمات الإطلاق 45 صاروخاً من القوات الصاروخية الاستراتيجية الروسية لتحويرها إلى صواريخ فضاء.في عام 2001 أشترت شركة (أستريوم المحدودة) الألمانية جزء من شركة شركة يوروكوت لخدمات الإطلاق.وتملك شركة أستريوم المحدودة الآن 51%من أسهم شركة يوروكوت لخدمات الإطلاق بينما يملك مركز كرنتسيف 49% .
على الرغم من وجود عدة صوامع قادرة على إطلاق الصاروخ روكوت، لكن تقرر أن تُبنى منصة إطلاق مفتوحة (ليست صومعة) في مركز بليسيتسك الفضائي.وهذا بسبب مخاوف من تضرر الإقمار الاصطناعية بسبب كمية الضجيج المتولدة خلال إطلاق الصواريخ من صومعة.يٌنقل الصاروخ إلى مركز الإطلاق على عجلات في وضع عمودي ثم يُربط إلى برج الإطلاق. تُرفع الحمولة من الأقمار الاصطناعية بالرافعة وتوضع في الصاروخ.وهذا يختلف كثيراً عن الإجرائات المتبعة في عملية إطلاق الصواريخ الروسية الأخرى.التي تُجمع أفقياً ثم تُنقل بالسكك الحديد إلى مواقع الإطلاق.
جرت أول عملية إطلاق من مركز بليسيتسك الفضائي في 16 ايار/مايو 2000.
بعد 6 عمليات إطلاق ناجحة كلياً حدثت عملية إطلاق فاشلة في 8 تشرين الأول /أكتوبر 2005 أدت إلى خسارة القمر الاصطناعي (كيرو سات) التابع ل وكالة الفضاء الأوروبية.في 28 تموز/يولية 2006 جرت عملية إطلاق ناجحة للقمر الصناعي الكوري الجنوبي (كومب سات-2) وهو قمر صناعي لرصد الأرض.
في شباط 2011 حدثت عملية إطلاق فاشلة ثانية بسبب خلل في المحرك (بريز كي أم) أدت إلى وضع القمر الاصطناعي (Geo-IK-2 No.11) في مدار اوطئ مما كان مقرراً له.

## جدول الإطلاق
| توقيت (UTC)                 | نوع              | موقع الأطلاق          | الحمولة                                                                                 | نوع الحمولة                                        | الملاحظات                                                                           |
| --------------------------- | ---------------- | --------------------- | --------------------------------------------------------------------------------------- | -------------------------------------------------- | ----------------------------------------------------------------------------------- |
| تشرين الثاني 1990, 04:00}}  | روكوت/بريز كي أم | مركز بايكونور الفضائي | –                                                                                       | حمولة تجريبية                                      | شبه مداري، نجاح                                                                     |
| 20 كانون الأول 1991, 21:31  | روكوت/بريز كي أم | مركز بايكونور الفضائي | –                                                                                       | حمولة تجريبية                                      | شبه مداري، نجاح                                                                     |
| 26 كانون الأول 1994, 03:01  | روكوت/بريز كي أم | مركز بايكونور الفضائي | Radio-ROSTO                                                                             | إرسال لهواة الراديو                                | نجاح                                                                                |
| 22 كانون الأول 1999         | روكوت/بريز كي أم | مركز بليسيتسك الفضائي | RSVN-40                                                                                 | حمولة تجريبية                                      | فشل، لاإطلاق الصاروخ تضرر بشكل لايمكن إصلاحه اثناء عملية التحضير                    |
| 16 ايار 2000, 08:27         | روكوت/بريز كي أم | مركز بليسيتسك الفضائي | SimSat-1 and 2                                                                          | شركة الايريديوم للاتصالات                          | نجاح                                                                                |
| 17 اذار 2002, 09:21         | روكوت/بريز كي أم | مركز بليسيتسك الفضائي | مستكشف الحالة المستقرة لدورة المحيطات والجاذبية الأرضية -1 و 2                          | قمر ابحاث                                          | نجاح                                                                                |
| 20 حزيران 2002, 09:33       | روكوت/بريز كي أم | مركز بليسيتسك الفضائي | Iridium-97 and 98                                                                       | أقمار اتصالات                                      | نجاح                                                                                |
| 30 حزيران 2003, 14:15       | روكوت/بريز كي أم | مركز بليسيتسك الفضائي | MIMOSA, DTUsat, Cute-I, QuakeSat, AAU CubeSat,[[CanX-1, Cubesat XI-IV, Monitor-E mockup | الأقمار الصناعية و مراقبة -E- نموذج بالحجم الطبيعي | نجاح                                                                                |
| 30 تشرين الأول 2003, 13:43  | روكوت/بريز كي أم | مركز بليسيتسك الفضائي | SERVIS-1                                                                                | قمر اختبار ياباني                                  | نجاح                                                                                |
| 26 اب 2005, 18:34           | روكوت/بريز كي أم | مركز بليسيتسك الفضائي | Monitor-E1                                                                              | قمر صناعي لرصد الأرض                               | نجاح                                                                                |
| 8 تشرين الأول 2005, 15:02   | روكوت/بريز كي أم | مركز بليسيتسك الفضائي | CryoSat                                                                                 | قمر صناعي لرصد الأرض                               | فشل                                                                                 |
| 28 تموز 2006, 07:05         | روكوت/بريز كي أم | مركز بليسيتسك الفضائي | KOMPSAT 2                                                                               | قمر صناعي لرصد الأرض                               | نجاح                                                                                |
| 23 ايار 2008, 15:20         | روكوت/بريز كي أم | مركز بليسيتسك الفضائي | [[Kosmos 2437 Kosmos 2438 Kosmos 2439 (3X Strela-3) [[Yubileiny                         | الاتصالات وهواة الراديو                            | نجاح                                                                                |
| 17 اذار 2009, 14:21         | روكوت/بريز كي أم | مركز بليسيتسك الفضائي | الجوديسيا                                                                               | قمر صناعي لرصد الأرض                               | نجاح                                                                                |
| 6 تموز 2009, 01:26          | روكوت/بريز كي أم | مركز بليسيتسك الفضائي | [[Kosmos 2451 Kosmos 2452 Kosmos 2453 Strela (satellite)                                | قمر اتصالات                                        | نجاح                                                                                |
| 2 تشرين الثاني 2009, 01:50  | روكوت/بريز كي أم | مركز بليسيتسك الفضائي | SMOS, \|PROBA-2                                                                         | قمر صناعي لرصد الأرض قمر اصطناعي لمراقبة الشمس     | نجاح                                                                                |
| 2 حزيران 2010, 01:59        | روكوت/بريز كي أم | مركز بليسيتسك الفضائي | SERVIS-2                                                                                | قمر اختبار ياباني                                  | نجاح                                                                                |
| 8 ايلول 2010, 03:30         | روكوت/بريز كي أم | مركز بليسيتسك الفضائي | Strela-3)                                                                               | أقمار اتصالات                                      | نجاح                                                                                |
| 1 شباط 2011, 14:00          | روكوت/بريز كي أم | مركز بليسيتسك الفضائي | Geo-IK-2 No.11                                                                          | قمر دراسة الجوديسيا                                | فشل, في المرحلة العلوية، وضُع في مدار اوطئ من المدار المقرر.                         |
| 28 تموز 2012, 01:35         | روكوت/بريز كي أم | مركز بليسيتسك الفضائي | MiR]]                                                                                   | أقمار اتصالات وإرسال لهواة الراديو                 | نجاح                                                                                |
| 15 كانون الثاني 2013, 16:25 | روكوت/بريز كي أم | مركز بليسيتسك الفضائي | Strela-3M)                                                                              | أقمار اتصالات                                      | نجاح جزئي، Briz-KM الفشل في وقت إنفصال القمر الصناعي مما ادى إلى خسارة أحد الأقمار. |
| 11 ايلول 2013, 23:23        | روكوت/بريز كي أم | مركز بليسيتسك الفضائي | Gonets-M-5 Gonets-M-6 Gonets-M-7                                                        | أقمار اتصالات                                      | نجاح                                                                                |
| 22 تشرين الثاني 2013, 12:02 | روكوت/بريز كي أم | مركز بليسيتسك الفضائي | swarm spacecraft A/B/C                                                                  | اقمار بحوث حقول الجاذبية                           | نجاح                                                                                |
| 25 كانون الاول 2013, 00:31  | روكوت/بريز كي أم | مركز بليسيتسك الفضائي | Strela-3M)                                                                              | أقمار اتصالات                                      | نجاح                                                                                |
| 23 ايار 2014, 05:27         | روكوت/بريز كي أم | مركز بليسيتسك الفضائي | Kosmos 2496 Kosmos 2497 Kosmos 2498 (3X قمر اتصالات)                                    | أقمار اتصالات                                      | نجاح                                                                                |
| 3 تموز 2014, 12:43          | روكوت/بريز كي أم | مركز بليسيتسك الفضائي | Gonets-M-8 Gonets-M-9 Gonets-M-10                                                       | أقمار اتصالات                                      | نجاح                                                                                |

## خطط الإطلاق المستقبلية
| تاريخ (UTC) | نوع   | موقع الإطلاق          | حمولة       | نوع الحمولة          | ملاحظات |
| ----------- | ----- | --------------------- | ----------- | -------------------- | ------- |
| 2Q-3Q 2015  | روكوت | مركز بليسيتسك الفضائي | Sentinel-3A | قمر الرصد الأرضي     |         |
| 1Q 2016     | روكوت |                       | Sentinel-2B | قمر صناعي لرصد الأرض |         |
| 2016        | روكوت |                       | Sentinel-5p | قمر الأرصاد الجوية   |         |

## اقرأ ايضاً
- نظام الإطلاق المستهلك.
- أريان سبيس.
- صاروخ فيكا.